# Camp magnètic giratori

Camps magnètics oscil·lants. El corrent d'ona sinusoidal a cadascuna de les tres bobines estacionàries produeix tres camps magnètics variables sinusoidals perpendiculars a l'eix de rotació. Els tres camps magnètics s'afegeixen com a vectors per produir un sol camp magnètic giratori.

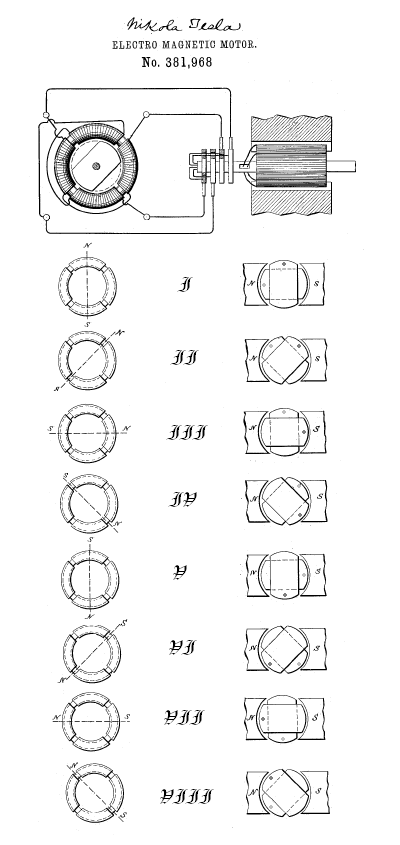
Patent dels EUA 381968 : Mode i esquema de funcionament dels motors elèctrics per canvi progressiu; Imant de camp; induït; conversió elèctrica; Econòmic; Transmissió d'energia; construcció senzilla; Construcció més fàcil; Principis del camp magnètic rotatiu.

Un camp magnètic giratori (RMF) és el camp magnètic resultant produït per un sistema de bobines col·locades simètricament i alimentades amb corrents polifàsiques. Un camp magnètic giratori es pot produir per un corrent polifàsic (dues o més fases) o per un corrent monofàsic sempre que, en aquest últim cas, s'alimentin dos bobinatges de camp i estiguin dissenyats de manera que els dos camps magnètics resultants generats per això estan fora de fase.
Els camps magnètics rotatius s'utilitzen sovint per a aplicacions electromecàniques, com ara motors d'inducció, generadors elèctrics i reguladors d'inducció.

## Història
El 1824, el físic català François Aragó, que arribaria a ser president de la República Francesa, va formular l'existència de camps magnètics rotatius mitjançant un disc de coure giratori i una agulla, anomenades " rotacions d'Aragó ". Els experimentadors anglesos Charles Babbage i John Herschel van descobrir que podien induir la rotació al disc de coure d'Aragó fent girar un imant de ferradura a sota, i el científic anglès Michael Faraday va atribuir més tard l'efecte a la inducció electromagnètica. El 1879, el físic anglès Walter Baily va substituir els imants de ferradura per quatre electroimants i, en encendre i apagar els interruptors manualment, va demostrar un motor d'inducció primitiu.
La idea d'un camp magnètic giratori en un motor de CA va ser explorada pel físic i enginyer elèctric italià Galileo Ferraris i l'inventor i enginyer elèctric serbi-nord-americà Nikola Tesla basant-se en les rotacions d'Aragó ". Ferraris, que va investigar sobre la teoria i el disseny de la maquinària de corrent altern, va construir un prototip operatiu per a una demostració a l'aula el 1885, però no el va descriure públicament fins al 1888. Tesla va intentar diversos dissenys i models operatius (sense èxit) a principis de la dècada de 1880 abans de construir un prototip operatiu el 1887 Segons el principi de Ferrari de camp magnètic giratori, Friedrich August Haselwander va desenvolupar el primer generador de tres fases de CA a 1887. El 1888, Ferraris va publicar la seva investigació en un article a la Reial Acadèmia de Ciències de Torí i Tesla va obtenir una patent dels Estats Units ( Camp magnètic giratori a l'USPTO (anglès) ) pel seu disseny. Basat en el generador Haselwander, Mikhail Dolivo-Dobrovolsky va desenvolupar tant un generador com un motor trifàsics per a la primera central elèctrica trifàsica del món construïda el 1891 a Frankfurt, Alemanya.

## Descripció
El camp magnètic giratori és el principi clau en el funcionament de les màquines d'inducció. El motor d'inducció està format per un estator i un rotor. A l'estator un grup de bobinatges fixos estan disposats de manera que un corrent bifàsic, per exemple, produeix un camp magnètic que gira a una velocitat angular determinada per la freqüència del corrent altern. El rotor o induït està format per bobines enrotllades en ranures, que estan en curtcircuit i en les quals el flux canviant generat pels pols de camp indueix un corrent. El flux generat pel corrent de l'induït reacciona sobre els pols de camp i l'induït es posa en rotació en una direcció definida.

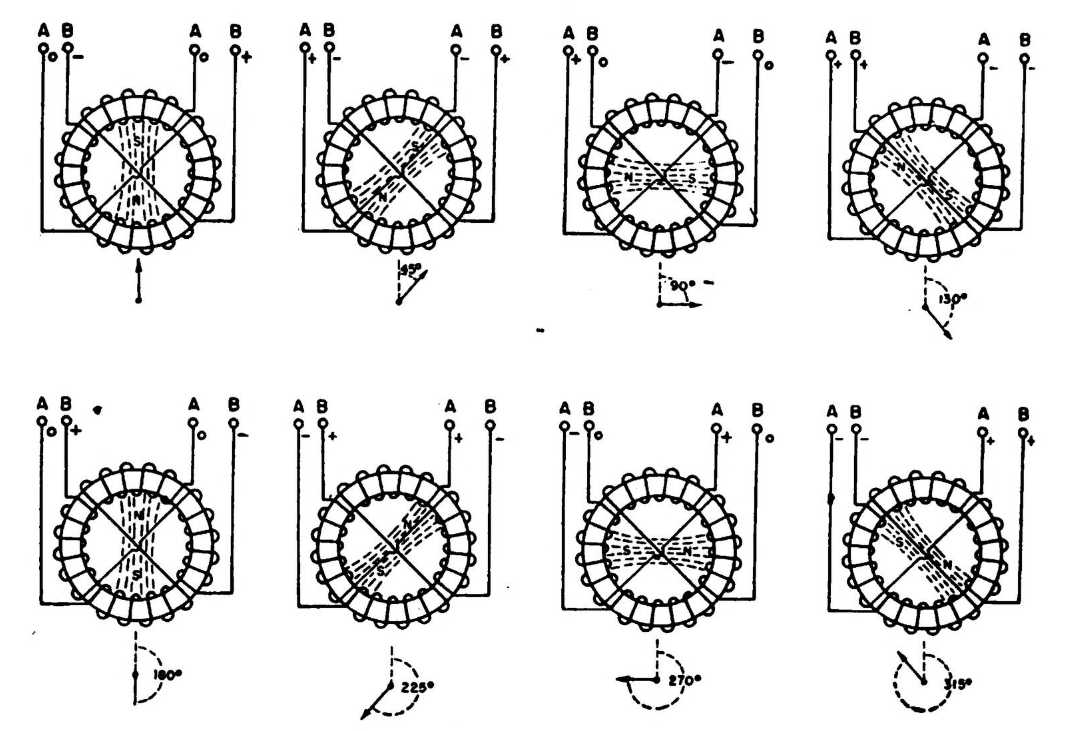
Camps giratoris. A mesura que canvia la direcció del corrent a través dels bobinatges, també canvia la polaritat dels bobinatges. Com que hi ha dos bobinats que actuen conjuntament entre si, la polaritat del camp principal dependrà de la polaritat de cada bobinat. La fletxa o el vector de sota de cada diagrama indica la direcció del camp magnètic en cada cas.

Es pot produir un camp magnètic giratori simètric amb tan sols dues bobines polars accionades amb una fase de 90 graus. No obstant això, gairebé sempre s'utilitzen tres jocs de bobines, perquè és compatible amb un sistema de corrent sinusoïdal de CA trifàsic simètric. Les tres bobines s'accionen amb cadascuna d'elles a 120 graus de fase respecte a les altres. Als efectes d'aquest exemple, el camp magnètic es considera la funció lineal del corrent de la bobina.
El resultat d'afegir tres ones sinusoïdals en fase de 120 graus a l'eix del motor és un únic vector giratori que sempre es manté constant en magnitud. El rotor té un camp magnètic constant. El pol nord del rotor es mourà cap al pol sud del camp magnètic de l'estator, i viceversa. Aquesta atracció magnetomecànica crea una força que impulsarà el rotor a seguir el camp magnètic giratori de manera sincrònica.

Camp magnètic trifàsic giratori, tal com indica la fletxa negra giratòria

Un imant permanent en aquest camp girarà per mantenir la seva alineació amb el camp extern. Aquest efecte es va utilitzar en els primers motors elèctrics de corrent altern. Es pot construir un camp magnètic giratori utilitzant dues bobines ortogonals amb una diferència de fase de 90 graus en els seus corrents alterns. Tanmateix, a la pràctica, aquest sistema es subministraria mitjançant una disposició de tres fils amb corrents desiguals. Aquesta desigualtat causaria greus problemes en l'estandardització de la mida del conductor. Per superar-ho, s'utilitzen sistemes trifàsics en què els tres corrents són iguals en magnitud i tenen una diferència de fase de 120 graus. Tres bobines similars amb angles geomètrics mutus de 120 graus crearan el camp magnètic giratori en aquest cas. La capacitat del sistema trifàsic per crear el camp giratori utilitzat en motors elèctrics és una de les principals raons per les quals els sistemes trifàsics dominen els sistemes d'alimentació elèctrica del món.
Els camps magnètics giratoris també s'utilitzen en motors d'inducció. Com que els imants es degraden amb el temps, els motors d'inducció utilitzen rotors en curtcircuit (en lloc d'un imant), que segueixen el camp magnètic giratori d'un estator multibobina. En aquests motors, les espires curtcircuitades del rotor desenvolupen corrents de Foucault en el camp giratori de l'estator, que al seu torn mouen el rotor per força de Lorentz. Aquests tipus de motors no solen ser sincrònics, sinó que necessàriament impliquen un cert grau de "lliscament" per tal que el corrent es pugui produir a causa del moviment relatiu del camp i del rotor.

## Patents
- Camp magnètic giratori a l'USPTO (anglès), Tesla, "Electromagnetic motor".
- Camp magnètic giratori a l'USPTO (anglès), Ress, "Particle accelerator".